# Lingen

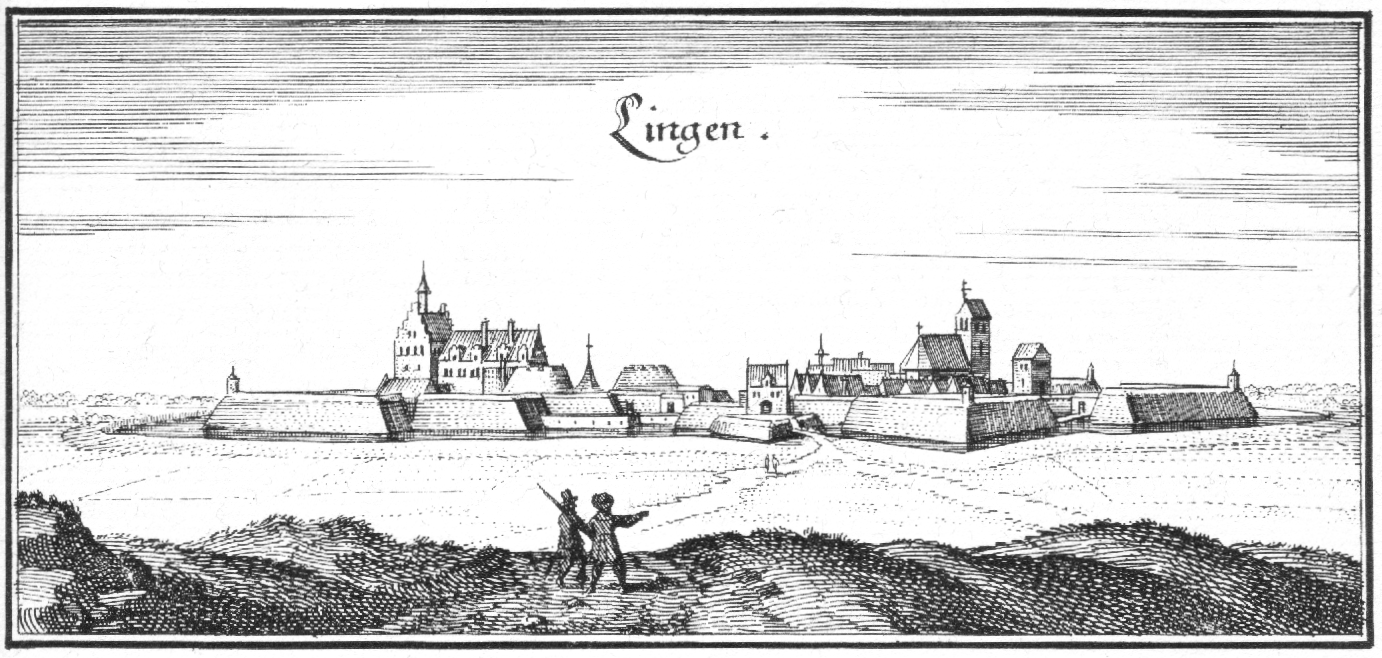
Lingen 1647

Lingen là một thành phố trong bang Niedersachsen, Đức. Đô thị này có diện tích 176,15 km². Dân số năm 2008 là 52.353 người. Thị xã nằm bên sông Ems ở phía nam huyện Emsland giáp North Rhine-Westphalia ở phía nam và Hà Lan ở phía tây. 
Lingen đã được đề cập lần đầu trong thời Trung cổ (năm 975).
Lingen có nhà máy điện nguyên tử.

## Kết nghĩa
- - Burton upon Trent (East Staffordshire), Anh
- - Bielawa (Langenbielau), Ba Lan
- - Marienberg, Saxony
- - Salt, Tây Ban Nha
- - Elbeuf sur Seine, Pháp

## Dân địa phương nổi tiếng
- Eberhard von Danckelmann (1643-1722)
- Hermann Wilhelm Berning (1877-1955)
- Theo Lingen (1903-1978)
- Bernd Rosemeyer (1909-1938)
- Annette Koop (born 1958)
- Ingo Schultz (born 1975)
- Stefan Wessels (born 1979)
- Michael Rensing (born 1984)
- Annette Focks